# Ixodes luxuriosus
Ixodes luxuriosus  (лат.) — вид клещей рода Ixodes из семейства Ixodidae. Новая Гвинея. Паразитируют на мелких сумчатых млекопитающих и грызунах (в том числе, на древесных крысах — Mallomys rotschildi). Вид был впервые описан в 1932 году немецким зоологом Паулем Шульцем (Paul Schulze, 1887—1949).